# Вайомінг
Вайо́мінг (англ. Wyoming МФА: [waɪ̯ˈoʊ̯mɪŋ], рідше Вайо́вмин) — штат у США, в Скелястих горах; 253,3 тис. км², 525 тис. мешканців (2005); адміністративний центр Шайєнн; екстенсивне тваринництво; на штучно зрошуваних територіях вирощують зернові, цукрові буряки, картоплю; видобуток нафти, газу, урану; нафтохімічна, деревообробна промисловість; туризм (національні парки).
Офіційні прізвиська — «Штат рівності» (англ. Equality State) і «Ковбойський штат» (англ. Cowboy State).

## Географія і клімат
Вайомінг займає площу 253,3 тис. км² (10-те місце серед штатів). Обмежений (як і його сусіди Юта і Колорадо) тільки лініями широт і довгот, і, як і Колорадо, утворює в проєкції прямокутник. На півночі Вайомінг межує зі штатом Монтана, на сході — з Південною Дакотою і Небраскою, на півдні — з Колорадо і Ютою, на заході — з Айдахо. На території штату Вайомінг розташований вугільний басейн Powder River.
На заході Вайомінгу здіймаються Скелясті гори; найвища точка — гора Ганнет-пік (4207 м). Середня висота над рівнем моря (2042 м). Східна частина штату є частиною Великих рівнин, перетинають гори Блек-Гіллс; на південному заході розташовані рівнини плато Вайомінг. Основні річки — Єллоустон, Грін і Снейк.
Близько 16 % території штату вкрито лісами; серед цінних порід дерев трапляються скручена широкохвойна сосна, дугласія, осикоподібна тополя. Клімат різко континентальний, прохолодний і сухий.

## Історія
Традиційно на території штату жили індіанські племена з народу сіу: кроу, блекфут, юти, селіш, шошони, шайєнни, арапахо. Археологи виявили в штаті сліди проживання людини, що відносяться до 7 тисячоліття до н. е.
- У 1803 територія Вайомінгу відійшла до США за умовами Луїзіанської купівлі.
- У 1807 західні райони Вайомінгу вперше досліджував Джон Колтер, хоча не виключено, що ще раніше, в 1790-х, тут бували французькі мисливці.
- У 1827 Джим Бріджер відкрив так званий Південний прохід, або Південний перевал через Скелясті гори.
- У 1842 Південним перевалом пройшла експедиція Джона Фрімонта, після чого через Вайомінг був прокладений один із найважливіших шляхів зі сходу до Тихоокеанського узбережжя.
- У 1869 влада Вайомінгу (що тоді мав статус території) вперше у США надала виборче право жінкам, за що Вайомінг отримав неформальну назву Штат рівності. Важливу роль в освоєнні й урбанізації Вайомінгу зіграло будівництво залізниці «Юніон Пасифік».
- 10 липня 1890 Вайомінг став 44-м за рахунком штатом країни. Тоді ж була прийнята конституція штату. Зараз на території штату в резервації Вінд-Рівер з індіанців залишилися тільки шошони та арапахо.

## Економіка
Вайомінг багатий на корисні копалини: нафта, природний газ, вугілля, уран, найбільші поклади у світі шарів природної соди. Видобувна промисловість традиційно займає домінівне положення в економіці штату. Видобуток нафти почався в 1880-х; поклади урану, відкриті в 1918, активно розробляються з 1950-х. Серед основних джерел доходів штату — туризм. Головними принадами для туристів є Єллоустоунський національний парк і Національний парк Гранд-тетон.
Через значний об'єм бартерного обміну сировини, що видобувається у Вайомінгу, на вироблені в інших штатах товари, економіку штату часто називають економікою «колоніального типу». Помітне місце в цій бартерній торгівлі займає також продукція сільського господарства (худоба, шерсть, цукор).

## Мовний склад населення (2010)
Джерело:
| Мови         | Частка людей старше 5 років, % |
| ------------ | ------------------------------ |
| Англійська   | 93,39                          |
| Іспанська    | 4,47                           |
| Німецька     | 0,35                           |
| Французька   | 0,28                           |
| Алгонкінська | 0,18                           |
| Російська    | 0,10                           |
| Тагальська   | 0,09                           |
| Грецька      | 0,09                           |
| Дакотська    | 0,08                           |
| Китайська    | 0,08                           |
| інші         | 0,89                           |